# Hofje van De Lange (Werfstraat 54-70)

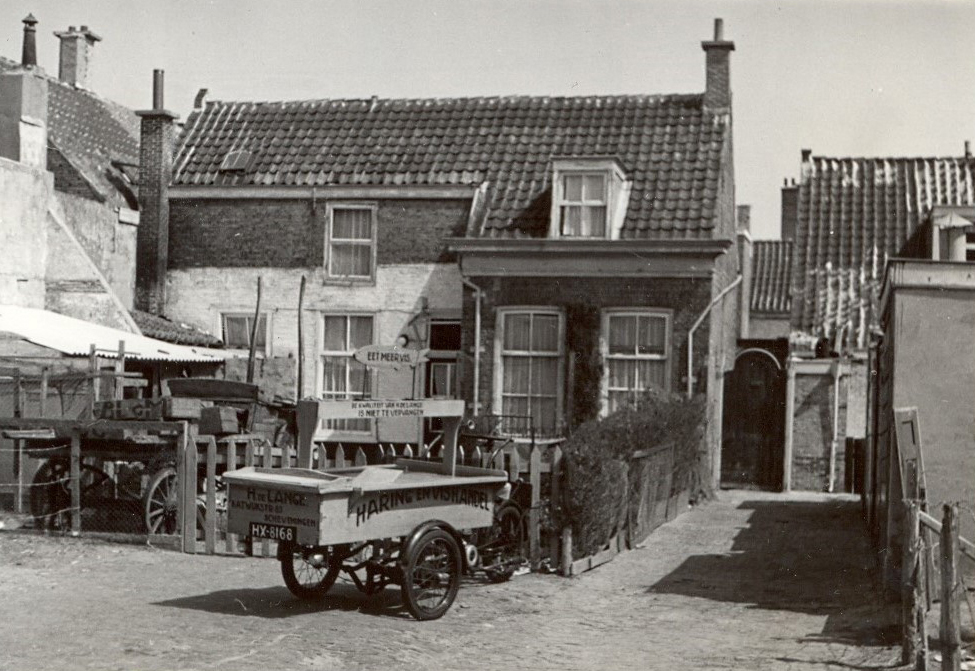
Werfstraat 58 circa 1954

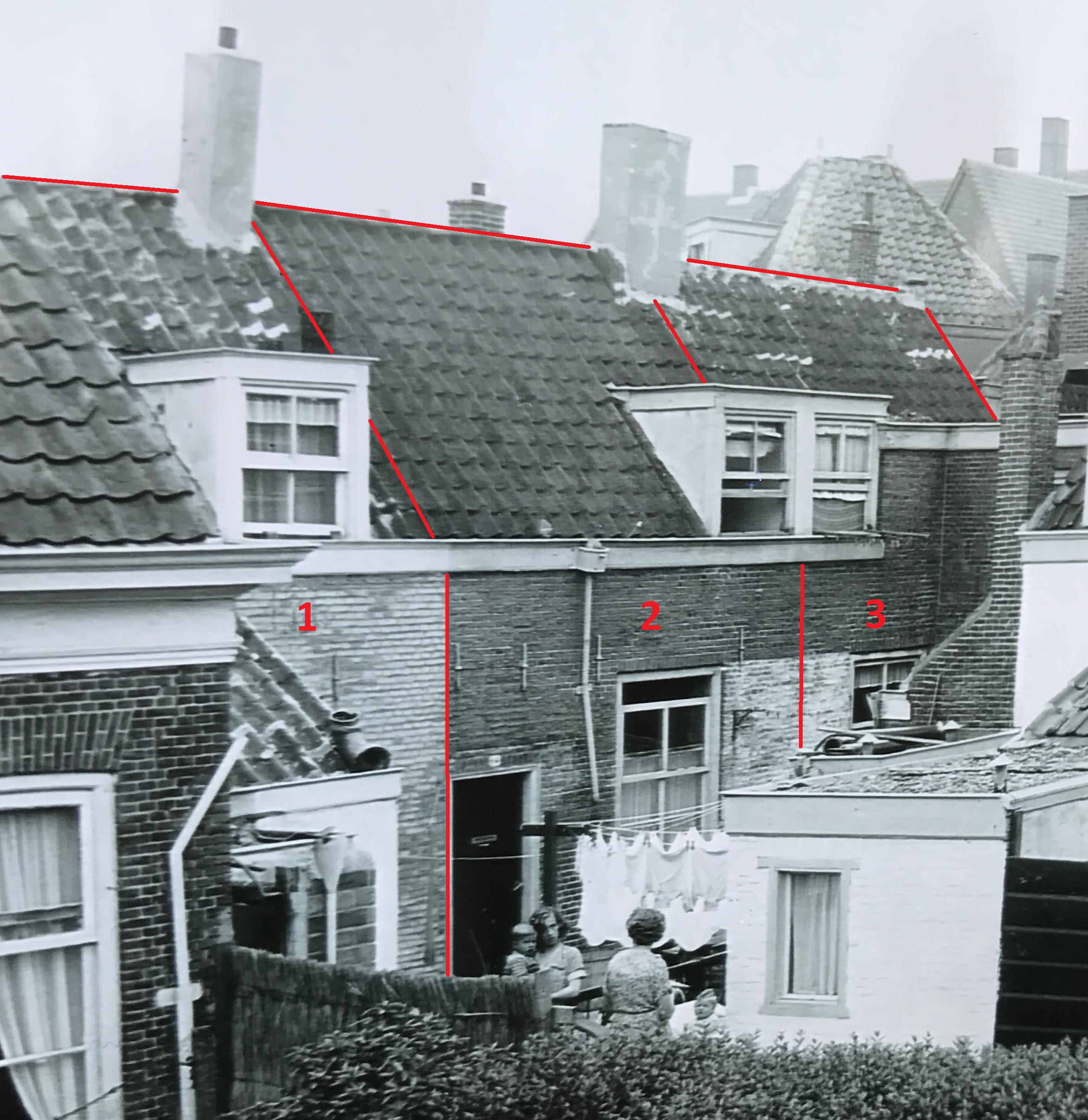
Werfstraat 62, 64 en 66

Dit hofje – plaatselijk bekend als het hofje van De Lange – bestaat uit een zijstraatje van de Werfstraat in Den Haag (Scheveningen), tegenover nummer 47.
Het doodlopend straatje is zo'n 40 meter lang met bebouwing aan weerszijden en aan het eind. Het ligt vlak bij het hofje van Betje van Duijne (Werfstraat 36-50). Aan het einde van dit hofje zijn nog originele vissershuisjes te vinden, namelijk aan de linkerzijde de huisnummers 58-60 en de rechterzijde 62-64. Deze huisjes liggen met hun rug tegen de historische kern van het Scheveningen dorp (Zeilstraat) dat in originele staat bewaard is gebleven en maken daar deel van uit. Ook het hofje van Betje van Duijne ademt nog de sfeer van 100 en 200 jaar geleden.
Oorspronkelijk waren al deze huizen direct verbonden met de Zeilstraat door een padenstelsel dat groot genoeg was voor karren die gebruikt werden voor het vervoeren van scheepsspullen en vis (zie foto). Wat nu Werfstraat 60 is, behoorde oorspronkelijk niet tot de Werfstraat, maar had een ingang aan de Zeilstraat. Werfstraat 60 staat nog steeds niet op veel moderne kadasters vermeld. De komst van het Kurhuis in 1886, de aanleg van de haven in 1904 en een toename van de bevolking en een herinrichting van de straten.
Het Hofje is vernoemd naar Jan de Lange die lange tijd in het hofje op nummer 58 woonde en een vishandel dreef. Van oorsprong was zijn beroep zeevisser. Hij werd in Scheveningen geboren op 27 september 1891 (zoon van Hendrik de Lange en Maria Johanna Adriana van Aken) en overleed op 15 maart 1990, 98 jaar oud. Zijn woning op nummer van 58 was eigendom van de gemeente en werd na zijn dood geveild. Nog steeds is er aan het eind van de Werfstraat (officieel op adres Marcelisstraat 37-B) een vishandel met de naam 'De Lange'. Bij de Scheveningse bevolking van oudere leeftijd is de naam van Jan de Lange nog bekend. Dat kwam ook omdat hij jarenlang met zijn paard en wagen – voor 75 cent – kinderen rondreed door Scheveningen en op het strand. Dezelfde paard-en-wagen gebruikte hij in de jaren zestig voor het ophalen van aardappelschillen.
De huizen aan weerszijden van het hofje zijn van latere datum maar de huizen op nummer 68 en 70 zijn in herbouwd in de oude stijl van het Scheveningen dorp.
Op de bovenstaande foto zijn de vissershuisjes van nummer 62, 64 en 66 te zien in de jaren vijftig, aangeduid met de rode nummers 1, 2 en 3. Het geeft een goed beeld hoe het leven in het dorp er toen uitzag. In het eerste vissershuisje (nr. 1 op de foto) woonde een gezin met 4 zonen en 4 dochters. Deze 8 kinderen sliepen op de 1e verdieping, onder de dakpannen, terwijl de ouders beneden in de bedstee hun slaapplaats hadden. Zoals in alle vissershuisjes in Scheveningen bestond de bedstee eigenlijk uit een grote kast met een verhoogde vloer waar men makkelijk in kon stappen, maar waardoor een kleine kelder onder de bedstee ook niet zo diep uitgegraven hoefde te worden. Deze kelder/bedstee combinatie werd vervolgens meestal op ingenieuze wijze gecombineerd met een trap naar de 1e verdieping, een keldertrap, kleinere kastruimtes, alles op een vloeroppervlakte van slechts enkele vierkante meters.
Vandaag de dag zijn de huizen op nummer 62 en 64 samengetrokken tot een enkele woning en is het huis op nummer 66 verdwenen.